# Křtěnov
Křtěnov (deutsch Kretinau, früher Krzenow) ist eine Gemeinde in Tschechien. Sie liegt anderthalb Kilometer südlich von Olešnice und gehört zum Okres Blansko.

## Geographie

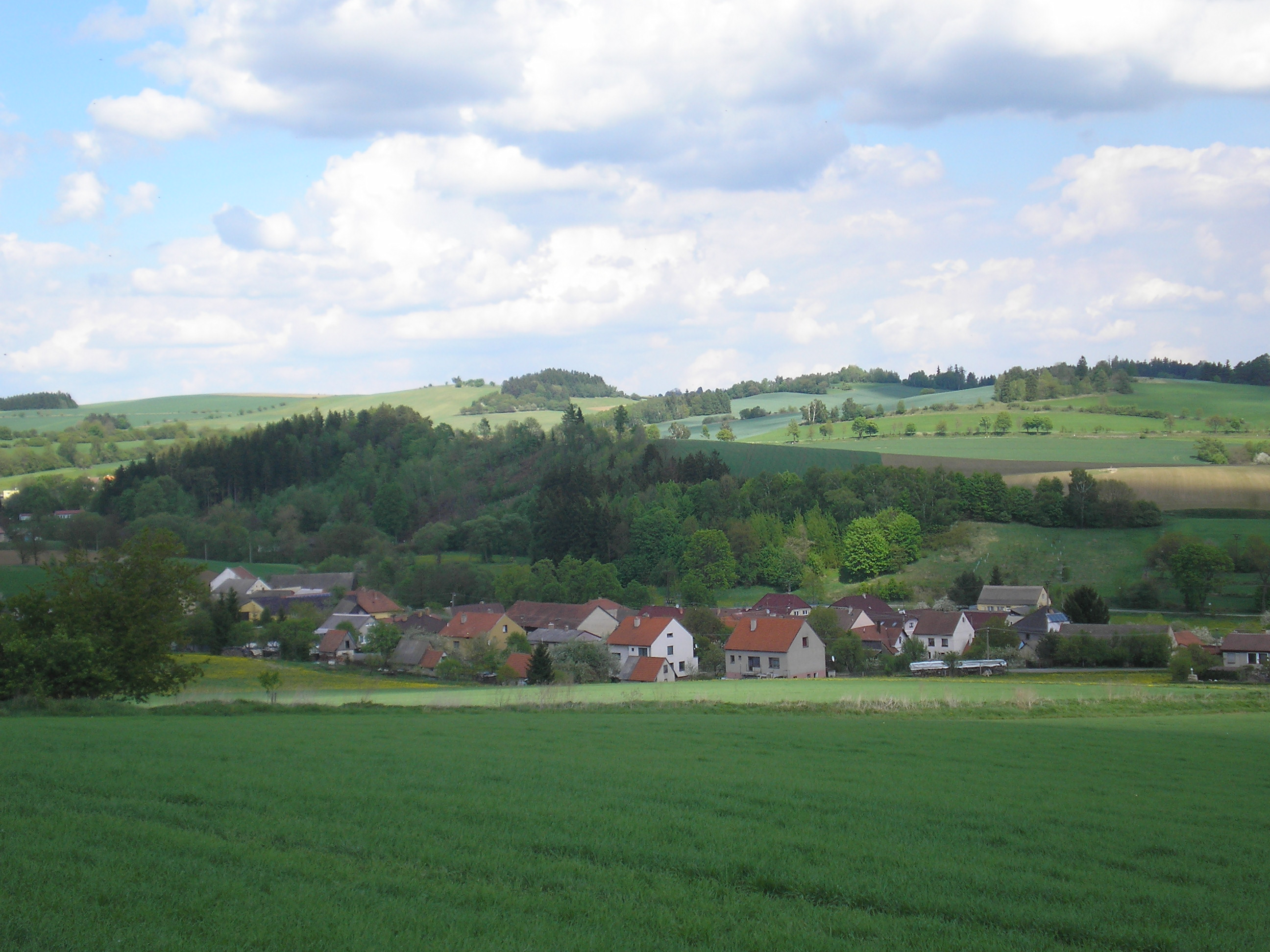
Křtěnov

Křtěnov befindet sich im Bergland der oberen Swratka, einem Teil der Böhmisch-Mährischen Höhe, am rechten Ufer der Hodonínka. Das Dorf liegt im Osten des Naturparks Svratecká hornatina. Nordöstlich erhebt sich der Kamperk (Kammberg, 640 m), im Osten der Kocholík (651 m), südöstlich der Hradisko (642 m), im Süden die Třešinka (651 m) und der Chocholík (575 m), südwestlich der Vrchy (638 m) und nordwestlich der Srstkův kopec (611 m) und Kopaniny (688 m).
Nachbarorte sind Olešnice im Norden, Ústup im Nordwesten, Crhov im Westen, Rozseč nad Kunštátem, Josefov und Louka im Südosten, Loucký Dvůr, Žalov und Hodonín im Süden, Prosetín und Brťoví im Südwesten, Lhota u Olešnice im Westen sowie Malé Tresné und Velké Tresné im Nordwesten.

## Geschichte
Vermutlich wurde das Dorf zum Ende des 13. Jahrhunderts gegründet. Die erste schriftliche Erwähnung des Dorfes erfolgte im Jahre 1447, als Johann von Pernstein Kčenov zusammen mit weiteren Dörfern seiner Frau Bohunka von Lomnitz überschrieb. Im Jahre 1482 erteilten Wilhelm und Vratislav von Pernstein ihren Untertanen in Kčenov das Privileg der Freiheit vom Heimfall. Nachdem Wilhelm II. von Pernstein 1496 auch die Güter der Burg Louka erworben hatte, schlug er Kčenov zusammen mit diesen der Herrschaft Pernstein zu. Im Jahre 1500 wurde Kčenov vom Schankzwang herrschaftlichen Weines und 1515 von den Pflichtfuhrdiensten für die herrschaftlichen Fische befreit. 1520 erwarb Wilhelm II. von Pernstein auch Kunstadt und schloss Kčenov daran an. Zum Ende des 16. Jahrhunderts wurden die Güter der Pernsteiner ausverkauft. Zu dem weiteren Besitzer gehörte Stephan Schmidt von Freienhofen und später die Herren von Lamberg. Nach dem Dreißigjährigen Krieg lagen Teile des Dorfes wüst, vollständig wiederbesiedelt war Kčenov erst im Jahre 1680. Im Jahre 1790 lebten in den 31 Häusern des Dorfes 212 Menschen. 1834 war der Ort auf 36 Häuser angewachsen und hatte 232 Einwohner. Im Laufe der Geschichte wurde das Dorf auch als Křenov und Ščenov bezeichnet.
Nach der Aufhebung der Patrimonialherrschaften bildete Křenov ab 1850 eine Gemeinde in der Bezirkshauptmannschaft Boskovice. Die Freiwillige Feuerwehr gründete sich 1898. Im Jahre 1900 bestand die Gemeinde aus 43 Häusern und hatte 299 Einwohner. 1926 wurde die Gemeinde entsprechend dem Beschluss der Umbenennungskommission in Křtěnov zwangsumbenannt. Dagegen erhob die Gemeindevertretung erfolglos Einspruch. Nach der Machtübernahme der Kommunisten erfolgten in den Jahren 1952 bis 1953 in Olešnice initiierte Schauprozesse gegen Bauern, die sich der Zwangskollektivierung widersetzten. 1960 war die Einwohnerzahl auf 209 gesunken. Mit Beginn des Jahres 1961 wurde die Gemeinde dem Okres Blansko zugeordnet. Im Jahre 1980 bestand Křtěnov aus 40 dauerhaft zu Wohnzwecken genutzten Häusern und hatte 180 Einwohner. Zwischen 1989 und 1990 war Křtěnov ein Ortsteil von Olešnice. Seit 1990 besteht die Gemeinde Křtěnov wieder. Am Abend des 15. Juli 2002 schwollen die Hodonínka und ihr Zufluss Crhovský potok nach einem starken Gewitter zu reißenden Strömen an.
Der Schwan im Wappen symbolisiert das Rittergeschlecht der Rožnovský von Křtěnov, deren Grablege sich in Bohuňov befindet, und der Ur die Pernsteiner.

## Gemeindegliederung
Für die Gemeinde Křtěnov sind keine Ortsteile ausgewiesen.

## Sehenswürdigkeiten
- Kapelle
- Reste der Burg Louka, südöstlich des Dorfes